# A-104 (Аполо)
A-104, наричан също и SA-8 или Сатурн-Аполо 8, е деветата мисия на ракетата-носител „Сатурн“, четвъртата с макет на кораба и втора оперативна мисия. Полезният товар е макет на командния и сервизния модул на космическия кораб „Аполо“. Ракетата извежда в орбита и втория спътник по програмата „Пегас“ – „Пегас Б“.

## Цели на полета
Мисията е с почти същите задачи като предходната А-103. Целта е да се проверят компонентите на космическия кораб „Аполо“ и извеждане в орбита на пътника „Пегас Б“. Макетът на космическия кораб „Аполо“ този път е така коригиран, че в обслужващия модул е поставен спътника „Пегас“. Втората степен на обслужващия модул трябва да достигне орбита със спътника и да остане с него до обратното му навлизане в атмосферата. Спътника „Pegasus“ ще излезе от вътрешността на обслужващия модул и след това ще разтвори панели си и ще започне своята работа. Целите на спътника са изпробване механичната и структурната му функционалност, както и електронните му системи и метеоритен анализ и събиране на данни в близка околоземна орбита.

## Ход на полета
Ракетата-носител се състои от първа степен (S-I), и втора (S-IV). Космическият апарат се състои от макет на кораба, команден и обслужващ модул, система за аварийно спасяване. Обслужващия модул се намира и спътника „Пегас“. Системата за аварийно спасяване е изстреляна по време на старта, а командния модул е отделен след навлизането в атмосферата. Спътникът е същият като „Пегас А“ и тежи около 1805 кг и е с размери 5,28 на 2.13 на 2.41 m. Ширината на крилата е 29,3 m.
Ракетата-носител стартира от Кейп Канаверал, площадка 37B в 02:35:01 ч. EST. (07:35:01 GMT) на 25 май 1965 г. Изстрелването минава нормално, а полезния товар влиза в орбита около 10,6 минути след старта. Общата маса, изведена в орбита е 15 473 кг.
- Перигей – 505 км;
- Апогей – 747 км;
- Наклон 31,78 °;
- Период – 95,2 мин.

## Резултати
Планираната орбита и скорост са много близки до планираните. Спътника Pegasus започва работа 806 секунди след изстрелването и разтваря двете си крила за откриване на метеорити около 1 минута по-късно. Предполагаемият полезен живот на Pegasus в орбита е около 1220 дни. Въпреки някои малки неизправности в първата степен на ракетата-носител, мисията „А-104“ е успешна и всички цели са изпълнени.